# Ствари које смо чули и видели
Ствари које смо чули и видели (енгл. Things Heard & Seen) амерички је хорор филм из 2021. године. Режију и сценарио потписују Шари Шпрингер Берман и Роберт Пулчини, по роману Све ствари престају да се појављују Елизабет Брандиџ. Главне улоге тумаче Аманда Сајфред и Џејмс Нортон.

## Радња
Након што се из Менхетна преселе у мали градић, млада жена открије да и њен супруг и њихов дом крију мрачне тајне.

## Улоге
| Глумац           | Улога          |
| ---------------- | -------------- |
| Аманда Сајфред   | Кетрин Клер    |
| Џејмс Нортон     | Џорџ Клер      |
| Ана Софија Хегер | Френи Клер     |
| Наталија Дајер   | Вилис Хауел    |
| Алекс Нојстедтер | Еди Вејл       |
| Рија Сихорн      | Жистин Соколов |
| Мајкл О’Киф      | Травис Лотон   |
| Карен Ален       | Мер Лотон      |
| Џек Гор          | Кол Вејл       |
| Ф. Мари Абрахам  | Флојд Дебирс   |
| Џејмс Урбањак    | Брам Соколов   |
| Емили Дорш       | Ели Вејл       |